# Pioneer 11
Pioneer 11 (còn được biết đến là Pioneer G) là một tàu robot thăm dò không gian nặng 259 kilôgam (571 lb) được phóng đi bởi NASA vào ngày 6 tháng 4 năm 1973 để nghiên cứu vành đai tiểu hành tinh, môi trường xung quanh Sao Mộc và Sao Thổ, gió Mặt Trời và bức xạ vũ trụ. Nó là tàu thăm dò đầu tiên tới được Sao Thổ và là con tàu thứ hai bay xuyên qua vành đai tiểu hành tinh và qua Sao Mộc. Sau đó, Pioneer 11 trở thành vật thể nhân tạo thứ hai trong số năm vật thể đạt được vận tốc thoát ly cho phép nó rời khỏi Hệ Mặt trời. Do sự hạn chế và năng lượng và khoảng cách lớn tới tàu thăm dò, lần liên lạc cuối cùng với con tàu diễn ra vào ngày 30 tháng 9 năm 1995.

## Hồ sơ nhiệm vụ

### Phóng và quỹ đạo phóng
Tàu thăm dò Pioneer 11 được phóng vào ngày 6 tháng 4 năm 1973 lúc 02:11:00 UTC, bởi Cơ quan Hàng không và Vũ trụ Hoa Kỳ từ Space Launch Complex 36A tại Mũi Canaveral, Florida trên một phương tiện phóng Atlas-Centaur. Tàu thăm dò sinh đôi của nó, Pioneer 10, đã được phóng trước đó một năm vào ngày 3 tháng 3 năm 1972. Pioneer 11 được phóng trên một quỹ đạo nhắm thẳng tới Sao Mộc mà không có một sự trợ giúp về mặt lực hấp dẫn nào trước đó.

### Gặp Sao Mộc
Pioneer 11 bay ngang qua Sao Mộc vào tháng 11 và tháng 12 năm 1974. Trong lần tiếp cận gần nhất, vào ngày 2 tháng 12, nó đã đi qua 42,828 kilômét (26,612 mi) bên trên tầng mây trên cùng. Tàu thăm dò đã có được những bức ảnh chi tiết của Vết Đỏ Lớn, truyền những hình ảnh đầu tiên của vùng cực rộng lớn, và quyết định khối lượng của vệ tinh Callisto của Sao Mộc. Sử dụng lực kéo hấp dẫn của Sao Mộc, một sự hỗ trợ hấp dẫn đã được sử dụng để thay đổi quỹ đạo của tàu thăm dò, hướng tới Sao Thổ.
- Pioneer 11 gặp Sao Mộc
- Tiếp cận Sao Mộc
- Vết Đỏ Lớn được chụp bởi Pioneer 11
- Vết Đỏ Lớn trước lần tiếp cận gần nhất

- Các dải mây dọc theo rìa Sao Mộc
- Bắt đầu hỗ trợ hấp dẫn ở cực
- Vùng cực Sao Mộc từ khoảng cách 1.079.000 km
- Ảnh chụp vệ tinh Io từ khoảng cách 756.000 km

 Tư liệu liên quan tới Pioneer 11 gặp Sao Thổ tại Wikimedia Commons
- Hình ảnh chụp Sao Thổ của Pioneer 11 được chụp vào ngày 26 tháng 8 năm 1979
- Hình ảnh chụp Sao Thổ của Pioneer 11 vào ngày 1 tháng 9 năm 1979
- Hình ảnh chụp Sao Thổ của Pioneer 11 vào ngày 1 tháng 9 năm 1979
- Hình ảnh chụp Sao Thổ của Pioneer 11 vào ngày 3 tháng 9 năm 1979
- Hình ảnh chụp vệ tinh Titan của Pioneer 11

 Tư liệu liên quan tới Pioneer 11 gặp Sao Thổ tại Wikimedia Commons